# Red Clay
Albums de Freddie Hubbard
The Hub of Hubbard
(1970) Straight Life
(1970)
Red Clay est un album de jazz du trompettiste américain Freddie Hubbard.

## Historique
L'album a été enregistré aux studios Van Gelder par Rudy Van Gelder du 27 au 29 janvier 1970. Le titre 6 (Red Clay) a été enregistré en public au Southgate Palace à Los Angeles.
Cold Turkey est une reprise instrumentale très funk de la chanson de John Lennon. Pourtant par son swing et son groove cet arrangement rappelle plus les tubes d'Herbie Hancock Cantaloupe Island, Watermelon Man et Blind Man, Blind Man que la chanson originale.

## Titres
Toutes les compositions sont de Freddie Hubbard sauf mention.
1. "Red Clay" - 12:11
2. "Delphia" - 7:23
3. "Suite Sioux" - 8:38
4. "The Intrepid Fox" - 10:45
5. "Cold Turkey" (Lennon) - 10:27
6. "Red Clay" [live] - 18:44 Bonus sur les éditions CD de 2002 et 2010

## Musiciens
- Freddie Hubbard - trompette
- Joe Henderson - saxophone ténor, flûte
- Herbie Hancock - Fender Rhodes et orgue Hammond
- Ron Carter - contrebasse, basse électrique
- Lenny White - batterie

Titre 6
- Freddie Hubbard - trompette
- Stanley Turrentine - saxophone ténor
- Johnny "Hammond" Smith - Fender Rhodes et orgue Hammond
- George Benson - guitare
- Ron Carter - contrebasse
- Billy Cobham - batterie
- Airto Moreira - percussions